# Sarah Dollard
 (juillet 2017).
Si vous disposez d'ouvrages ou d'articles de référence ou si vous connaissez des sites web de qualité traitant du thème abordé ici, merci de compléter l'article en donnant les références utiles à sa vérifiabilité et en les liant à la section « Notes et références ».
Sarah Dollard (née le 21 janvier 1980), est une scénariste australienne. Elle vit et travaille au Royaume-Uni. Celle-ci a commencé à écrire pour la télévision sur le théâtre australien de « Neighbours »[pas clair], avant de s’installer au Royaume-Uni en 2008.

## Carrière professionnelle
Stints travaillant dans les départements de scénario de spectacles de fiction britanniques et de science-fiction, Merlin et Primeval, l'ont conduit à écrire des épisodes pour la série de télévision surnaturelle Being Human diffusée sur BBC Three, ainsi que le thriller espagnol-britannique The Game, qui a été diffusé pour la première fois sur BBC America. Elle a créé et écrit la série de comédies romantiques Gallois Cara Fi (Love Me), qui a fait ses débuts sur S4C en 2014. Elle a écrit l'épisode 10 de la saison 9 de Doctor Who intitulé Face the Raven (Le Corbeau) et l'épisode 3 de la saison 10 intitulé Thin Ice (La Foire des glaces).

## Filmographie
- 2009 : The Last Dragonlord (assistante éditeur de script)
- 2011 : Stella (Émission de télévision) (éditeur de script - 2 épisodes)
- 2012 : Épisode #1.9 (éditeur de script)
- 2017 : The Halcyon, Saison 1, Episode 6
- 2017 : The White Princess, Saison 1, Épisode 4
- 2017 : Doctor Who, Saison 9 : épisode 10 et saison 10 : épisode 3
- 2020 : La Chronique des Bridgerton (productrice exécutive)